# Christianity Today
Christianity Today is een Amerikaans christelijk tijdschrift. Het is een van de invloedrijkste bladen binnen de evangelicale beweging. Het kantoor van het tijdschrift is gevestigd in Carol Stream (Illinois). Het magazine wordt uitgegeven door Christianity Today International en heeft een oplage van ongeveer 130.000 exemplaren.

## Geschiedenis
Het blad werd in 1956 opgericht. Dit gebeurde op initiatief van de evangelist Billy Graham. Met het blad wilde hij tegenwicht bieden tegen aan de ene kant de invloed van het meer vrijzinnige tijdschrift The Christian Century en aan de andere kant de fundamentalistische beweging die weinig aandacht had voor veel maatschappelijke onderwerpen. Christianity Today deed dat wel. Daarnaast gaf zij veel aandacht aan onderwerpen als de onfeilbaarheid van de Bijbel en intelligent design. Ook werd er veel aandacht besteed aan politieke onderwerpen. Daarbij gaf het blad aandacht aan zowel het Republikeinse als het Democratische standpunt.
Doel van dit blad was en is om evangelicalen in Amerika te voorzien van correcte nieuwsvoorziening en gedegen achtergrondartikelen. In eerste instantie richtte het zich op predikanten en voorgangers, maar al snel ook op de leken. De eerste hoofdredacteur van het blad was Carl F.H. Henry. Hij werd opgevolgd door Harold Linsell. Veel bekende evangelische christenen leveren of leverden regelmatig een bijdrage aan het tijdschrift, zoals Philip Yancey, Richard Mouw en Stephen Carter. Er bestaan ook een Zuid-Koreaanse en een Braziliaanse editie van het blad.
Doorgaans is Christianity Today terughoudend zich uit te spreken in politieke kwesties, hoewel het blad in 1998 afstand nam van president Bill Clinton vanwege zijn verhouding met Monica Lewinsky en het liegen daarover. Hoofdredacteur Mark Galli baarde in december 2019 opzien door te stellen dat president Donald Trump moest aftreden vanwege machtsmisbruik. Hij had de Oekraïense president Zelensky onder druk gezet een politiek onderzoek te starten naar de zoon van van voormalig vicepresident en presidentskandidaat Joe Biden (zie Oekraïne-affaire). Galli schreef: "De feiten zijn ondubbelzinnig. Het is niet alleen een schending van de grondwet. Nog belangrijker is: het is ronduit immoreel". Franklin Graham reageerde en zei dat zijn vader juist op Trump had gestemd. Volgens hem vertegenwoordigde het blad de "elitaire linkse vleugel van het evangelicalisme".
In maart 2022 publiceerde het blad zelf dat haar voormalig hoofdredacteur Mark Galli en advertentiedirecteur Olatokunbo Olawoye over een periode van twaalf jaar zich schuldig hadden gemaakt aan diverse vormen van intimidatie van (vrouwelijke) medewerkers, waaronder seksuele intimidatie.